# Jewgeni Pinchassowitsch Lichtman
Jewgeni Pinchassowitsch Lichtman, russisch Евгений Пинхасович Лихтман, englische Transkription Evgeny Pinkhasovich Likhtman, (* 12. Januar 1946 in Moskau) ist ein russischer Physiker und einer der Pioniere der Supersymmetrie.
Lichtman konnte, obwohl er 1962 die Eingangsexamina für die Lomonossow-Universität bestanden hatte, dort (und an anderen angesehenen Moskauer Hochschulen) zunächst nicht studieren aufgrund seiner jüdischen Abstammung (formal wurde das Ergebnis einer medizinischen Untersuchung vorgeschoben). Erst nach Fürsprache seiner Lehrer ließ man ihn zum Studium zu, verweigerte ihm aber die Fortsetzung des Studiums bis zur Promotion. Dafür wechselte er 1968 an das Lebedew-Institut, wo er 1971 bei Juri Golfand promoviert wurde. Danach war er ab 1971 am All-Sowjetischen Institut für Wissenschaftliche und Technische Information (WINITI). 1989 erhielt er den Tamm-Preis der Sowjetischen Akademie der Wissenschaften.
1970 veröffentlichte er mit seinem Lehrer Juri Abramowitsch Golfand eine Erweiterung der Algebra der Erzeugenden der Poincaré-Gruppe der Relativitätstheorie mit Spinoren, in der die erste supersymmetrische vierdimensionale Feldtheorie eingeführt wurde. Die Erweiterung der Poincaré-Algebra war Golfand schon 1968 bekannt, als er Auswege aus No-Go-Theoremen wie dem Coleman-Mandula-Theorem suchte und Bose-Fermi-Symmetrie mit Kollegen diskutierte. Ein Beitrag von Golfand dazu auf dem 15. Internationalen Hochenergiephysik-Kongress in Kiew 1970 wurde zuvor abgelehnt, und auch die Veröffentlichung in den JETP Letters musste wegen der Publikationspraxis dieser Zeitschrift stark gekürzt werden (ausführlicher war der FIAN-Report von Likthman und eine spätere Veröffentlichung von Golfand und Likthman in der Tamm Festschrift 1972). Wenig nach ihrer ersten Veröffentlichung folgte eine unabhängige Veröffentlichung von Dmitri Wolkow (Volkov) und Wladimir Akulow. Likhtman publizierte weiter zur Supersymmetrie und wies in einer seiner Folgearbeiten auch als Erster darauf hin, dass die Vakuumenergie (und damit ihr Beitrag zur Kosmologischen Konstante) in einer (ungebrochenen) supersymmetrischen Feldtheorie verschwindet. Außerdem wies er auf ein weiteres wichtiges Kennzeichen supersymmetrischer Theorien hin, dass der Einschleifenbeitrag zur Bosonenmasse nicht quadratisch wie in üblichen Quantenfeldtheorien divergiert, sondern logarithmisch wie die Einschleifen-Korrektur zur Fermionenmasse (ein Ausblick darauf, dass sich die Divergenzen in höherer Ordnung Störungstheorie aufheben).
Sein Sohn Alexei Likhtman (1972–2016) war Festkörperphysiker an der University of Leeds und danach Professor an der University of Reading.
1989 erhielt er den Tamm-Preis.

## Schriften
- Irreduzible Darstellungen von Erweiterungen der Algebra der Generatoren der Poincaré-Gruppe durch Bispinor-Generatoren (Russisch), Report des Lebedev Instituts Nr. 41, 1971
- Supergauge renormalizable theory of massive vector field, JETP Letters, Band 21, 1975, S. 109
- Supersymmetric renormalizable theory of massive vector non-abelian field, JETP Letters, Band 22, 1975, S. 57
- mit Golfand: On N=1 symmetry algebra and simple models, in P. West, Supersymmetry. A decade of developments, Bristol: Adam Hilger 1986 (Nachdruck in Shifman, The many faces of supersymmetry)